# Sceloporus insignis
Sceloporus insignis (мічоаканська чорношия ігуана) — вид ігуаноподібних ящірок родини фриносомових (Phrynosomatidae). Ендемік Мексики.

## Поширення і екологія
Мічоаканські чорношиї ігуани мешкають на північному заході гірського хребта Південної Сьєрра-Мадре, від південного Халіско і північної Коліми і західного Мічоакана. Вони живуть в гірських сосново-дубово-ялицевих лісах та в сухих тропічних лісах, де трапляються серед скель. Зустрічаються на висоті від 800 до 2400 м над рівнем моря.